# Dominique Brasseur
Dominique Brasseur (Esch-sur-Alzette, 14 de juny de 1833 - Ciutat de Luxemburg, 17 d'octubre de 1906) va ser un jurista i polític luxemburguès. Va ocupar el càrrec d'alcalde de la ciutat de Luxemburg entre 1891 i 1894.
Brasseur va ser educat en l'Ateneu de Luxemburg, graduant-se el 1853, abans d'estudiar dret a Heidelberg i Gant. Va fundar, amb Léon Lamort-Pescatore, la Societé des Hauts-Fourneaux de Luxemburg, de la que va prendre el control total després de la mort de Pescatore el 1872. Dos anys més tard, la família Brasseur es van mudar a una casa a la rue du Saint-Esprit, on viuria fins a la seva defunció.
Brasseur va ser escollit a la Cambra de Diputats de Luxemburg el 1866, en representació de cantó d'Esch-sur-Alzette fins al 1890, i després va començar a representar la ciutat de Luxemburg, que ell va continuar fent fins a la seva jubilació de la política el 1899. Tot seguit es va unir en contra el govern de Víctor de Tornaco el 13 de novembre 1867 en les reformes militars post-el Tractat de Londres: un atac que portaria a la caiguda del govern conservador.
Degut parcialment al paper de Brasseur a la caiguda del govern de Tornaco, el nou primer ministre, Emmanuel Servais, va nomenar a Brasseur membre del comitè responsable de la reorganització de les forces armades. Va ser al mateix temps també un membre del comitè encarregat de revisar la Constitució, el que va portar a l'aprovació de l'actual Constitució el 1868. Brasseur va estar compromès amb el tema dels ferrocarrils i va ésser junt amb Norbert Metz i Charles Simonis en contra de la formació d'un Banc Nacional. Ell va ser, com seria tota la seva família, un ferm defensor de la laïcitat i l'anticlericalisme.
Brasseur va entrar al consell comunal de la ciutat de Luxemburg el 1890, i va ser nomenat alcalde el 27 de gener de 1891. [7] Va ocupar el càrrec fins a la seva substitució per Émile Mousel el 24 de febrer de 1894.